# Molecular Diversity
Molecular Diversity (abrégé en Mol. Divers.) est une revue scientifique à comité de lecture qui a pour objectif de présenter des articles de recherche dans le domaine de la chimie.
D'après le Journal Citation Reports, le facteur d'impact de ce journal était de 2,943 en 2020. Actuellement[Quand ?], le directeur de publication est Guillermo A. Morales.

## Histoire
Au cours de son histoire, le journal a absorbé une revue :
- Journal of Molecular Diversity, 2002, 1 volume  (ISSN 1424-7917)